# Осінська-Буда
Осінська-Буда (пол. Osińska Buda) — село в Польщі, у гміні Новинка Августівського повіту Підляського воєводства.
Населення — 30 осіб (2011).
У 1975-1998 роках село належало до Сувальського воєводства.

## Демографія
Демографічна структура станом на 31 березня 2011 року:
|          | Загалом | Допрацездатний вік | Працездатний вік | Постпрацездатний вік |
| -------- | ------- | ------------------ | ---------------- | -------------------- |
| Чоловіки | 12      | 4                  | 5                | 3                    |
| Жінки    | 18      | 5                  | 10               | 3                    |
| Разом    | 30      | 9                  | 15               | 6                    |